# Lista de grão-vizires do Império Otomano
O Grão-vizir do Império Otomano (em turco:  Vezir-i Azam ou Sadr-ı Azam (Sadrazam); Turco Otomano: صدر اعظم ou وزیر اعظم) foi o primeiro-ministro de facto do Sultão no Império Otomano, com procuração absoluta e, em princípio, removível apenas pelo próprio Sultão no período clássico, antes das reformas da Tanzimat, ou até a Revolução de 1908. Ele possuía o selo imperial e podia convocar todos os outros vizires para cuidar dos assuntos do estado no Conselho Imperial; os vizires em conferência foram chamados de "vizires kubbe" em referência ao seu local de encontro, o Kubbealtı ('sob a cúpula') no Palácio de Topkapı. Seus escritórios localizavam-se na Sublime Porta.

## História
Durante as fases emergentes do Estado otomano, "vizir" foi o único título usado. O primeiro desses vizires otomanos intitulado "grão-vizir" foi Çandarlı Kara Halil Hayreddin Paxá (também conhecido como Çandarlı Halil Paxá, o Velho). O objetivo ao instituir o título de "grão-vizir" era diferenciar o detentor do selo do sultão dos demais vizires. O título inicialmente usado com mais regularidade, vezir-i âzam, foi lentamente substituído por sadrazam, ambos significando grão-vizir na prática. Ao longo da história otomana, os grão-vizires também foram chamados de sadr-ı âlî ('alto vizir'), vekil-i mutlak ('advogado absoluto'), sâhib-i devlet ('titular do estado'), serdar-ı ekrem ('gracioso general'), serdar-ı azam ('grande general') e zât-ı âsafî ('pessoa vizir') e başnazır,  literalmente "primeiro-ministro" em turco otomano.
Nos últimos períodos do Império Otomano, especialmente durante e após o século XIX, o grão-vizir começou a ocupar uma posição quase idêntica à de primeiro-ministro em outros estados europeus.  As reformas vistas durante e após o Tanzimat (1838), a Primeira Era Constitucional (1876-1878) e a Segunda Era Constitucional (1908-1920) alinharam ainda mais o cargo de grão-vizir com o padrão europeu, tornando o titular o chefe de um gabinete de outros ministros. Durante as duas eras constitucionais, o grão-vizir também serviu como presidente do Senado, a câmara alta do Parlamento Otomano bicameral. Com o estabelecimento da República da Turquia em 1923, o Primeiro-ministro da Turquia assumiu as funções do antigo cargo.
Os grão-vizires eram frequentemente substituídos ou renunciavam em rápida sucessão, frequentemente levando à instabilidade política. Somente nos últimos 10 anos do Império, o cargo de grão-vizir mudou de mãos 13 vezes entre 12 homens; alguns, como Ahmed Izzet Paxá e Salih Hulusi Paxá, ocuparam o cargo por menos de um mês.

## Lista de grão-vizires

### Vizires-Chefes (1320–1439)
| Vizir                       | Vizir                                              | Mandato | Mandato                                   | Mandato          | Sultão              |
| Retrato                     | Epíteto Nome (Nascimento–Morte)                    | Início  | Fim                                       | Tempo no cargo   | Sultão              |
| --------------------------- | -------------------------------------------------- | ------- | ----------------------------------------- | ---------------- | ------------------- |
|                             | Alaeddin Paxá (m. 1331)                            | 1320    | 1331                                      | 11 anos          | Osmã I (1299–1326)  |
| Orcano I (1326–1362)        | Alaeddin Paxá (m. 1331)                            | 1320    | 1331                                      | 11 anos          |                     |
|                             | Mahmudoğlu Nizamüddin Ahmed Paxá (1281–1380)       | 1331    | 1348                                      | 17 anos          |                     |
|                             | Mehmet Hacı Paxá (?)                               | 1348    | 1349                                      | 1 ano            |                     |
|                             | Sinanüddin Fakih Yusuf Paxá (m. 1364)              | 1349    | Setembro de 1364 † (Morreu no cargo)      | 15 anos          |                     |
| Murade I (1362–1389)        | Sinanüddin Fakih Yusuf Paxá (m. 1364)              | 1349    | Setembro de 1364 † (Morreu no cargo)      | 15 anos          |                     |
|                             | Kara Çandarlızade Halil Hayreddin Paxá (1330–1387) | 1364    | 22 de janeiro de 1387 † (Morreu no cargo) | 23 anos, 21 dias |                     |
|                             | Çandarlızade Ali Paxá (m. 1406)                    | 1387    | 1406 † (Morreu no cargo)                  | 19 anos          |                     |
| Bajazeto I (1389–1402)      | Çandarlızade Ali Paxá (m. 1406)                    | 1387    | 1406 † (Morreu no cargo)                  | 19 anos          |                     |
| Süleyman Çelebi (1402–1406) | Çandarlızade Ali Paxá (m. 1406)                    | 1387    | 1406 † (Morreu no cargo)                  | 19 anos          |                     |
|                             | Osmancıklı Imamzade Halil Paxá (?)                 | 1406    | 1413                                      | 7 anos           | Maomé I (1413–1421) |
|                             | Amasyalı Bayezid Paxá (m. 1421)                    | 1413    | Julho de 1421 † (Morto em batalha)        | 8 anos           | Maomé I (1413–1421) |
| Murade II (1421–1444)       | Amasyalı Bayezid Paxá (m. 1421)                    | 1413    | Julho de 1421 † (Morto em batalha)        | 8 anos           |                     |
|                             | Çandarlı Ibrahim Paxá, o Velho (m. 1429)           | 1421    | 1429 † (Morreu no cargo)                  | 8 anos           |                     |
|                             | Koca Amasyalı Mehmed Nizamüddin Paxá (m. 1439)     | 1429    | 1439                                      | 10 anos          |                     |

### Grão-Vizires (1439-1839)
| Grão-Vizir                      | Grão-Vizir                                                      | Mandato                 | Mandato                                      | Mandato           | Sultão                  |
| Retrato                         | Epíteto Nome (Nascimento–Morte)                                 | Início                  | Fim                                          | Tempo no cargo    | Sultão                  |
| ------------------------------- | --------------------------------------------------------------- | ----------------------- | -------------------------------------------- | ----------------- | ----------------------- |
|                                 | Çandarlı Halil Paxá, o Jovem (m. 1453)                          | 1439                    | 1 de junho de 1453 † (Preso, executado)      | 14 anos, 151 dias | Murade II (1446–1451)   |
| Maomé II (1444–1446)            | Çandarlı Halil Paxá, o Jovem (m. 1453)                          | 1439                    | 1 de junho de 1453 † (Preso, executado)      | 14 anos, 151 dias |                         |
| Murade II (1446–1451)           | Çandarlı Halil Paxá, o Jovem (m. 1453)                          | 1439                    | 1 de junho de 1453 † (Preso, executado)      | 14 anos, 151 dias |                         |
| Maomé II (1451–1481)            | Çandarlı Halil Paxá, o Jovem (m. 1453)                          | 1439                    | 1 de junho de 1453 † (Preso, executado)      | 14 anos, 151 dias |                         |
|                                 | Çandarlı Halil Paxá, o Jovem (m. 1453)                          |                         | 1 de junho de 1453 † (Preso, executado)      | 14 anos, 151 dias |                         |
|                                 | Zagan Paxá (m. 1469)                                            | 1453                    | 1456                                         | 3 anos            |                         |
|                                 | Mahmud Paxá Angelović (1420–1474) Primeiro mandato              | 1456                    | 1468                                         | 12 anos           |                         |
|                                 | Rum Mehmed Paxá (m. 1470)                                       | 1468                    | 1469                                         | 1 ano             |                         |
|                                 | İshak Paxá (m. 1487) Primeiro mandato                           | 1469                    | 1472                                         | 3 anos            |                         |
|                                 | Mahmud Paxá Angelović (1420–1474) Segundo mandato               | 1472                    | 1474 † (Executado)                           | 2 anos            |                         |
|                                 | Gedik Ahmed Paxá (m. 1482)                                      | 1474                    | 1477                                         | 3 anos            |                         |
|                                 | Karamani Mehmed Paxá (m. 1481)                                  | 1477                    | 4 de maio de 1481 † (Executado)              | 4 anos            |                         |
|                                 | İshak Paxá (m. 1487) Segundo mandato                            | 1481                    | 1482                                         | 1 ano             | Bajazeto II (1481–1512) |
|                                 | Koca Davud Paxá (1446–1498)                                     | 1482                    | 1497                                         | 15 anos           | Bajazeto II (1481–1512) |
|                                 | Hersekzade Ahmed Paxá (1459–1517) Primeiro mandato              | 1497                    | 1498                                         | 1 ano             | Bajazeto II (1481–1512) |
|                                 | Çandarlızade Ibrahim Paxá, o Jovem (1429–1499)                  | 1498                    | 1499 † (Morreu no cargo)                     | 1 ano             | Bajazeto II (1481–1512) |
|                                 | Mesih Paxá Palaiologos (m. 1501)                                | 1499                    | Novembro de 1501 † (Morreu no cargo)         | 2 anos            | Bajazeto II (1481–1512) |
|                                 | Hadım Ali Paxá (m. 1511) Primeiro mandato                       | 1501                    | 1503                                         | 2 anos            | Bajazeto II (1481–1512) |
|                                 | Hersekzade Ahmed Paxá (1459–1517) Segundo mandato               | 1503                    | 1506                                         | 3 anos            | Bajazeto II (1481–1512) |
|                                 | Hadım Ali Paxá (m. 1511) Segundo mandato                        | 1506                    | Julho de 1511 † (Morto em batalha)           | 5 anos            | Bajazeto II (1481–1512) |
|                                 | Hersekzade Ahmed Paxá (1459–1517) Terceiro mandato              | 1511                    | 1511                                         | 59 dias           | Bajazeto II (1481–1512) |
|                                 | Koca Mustafa Paxá (m. 1512)                                     | 1511                    | 1512 † (Executado)                           | 1 ano             | Bajazeto II (1481–1512) |
|                                 | Hersekzade Ahmed Paxá (1459–1517) Quarto mandato                | 1512                    | 28 de novembro de 1514                       | 2 anos, 331 dias  | Selim I (1512–1520)     |
|                                 | Dukakinzade Ahmed Paxá (m. 1515)                                | 18 de dezembro de 1514  | 8 de setembro de 1515 † (Executado)          | 264 dias          | Selim I (1512–1520)     |
|                                 | Hersekzade Ahmed Paxá (1459–1517) Quinto mandato                | 8 de setembro de 1515   | 26 de abril de 1516                          | 231 dias          | Selim I (1512–1520)     |
|                                 | Hadım Sinan Paxá Borovinić (1459–1517)                          | 26 de abril de 1516     | 22 de janeiro de 1517 † (Morto em batalha)   | 271 dias          | Selim I (1512–1520)     |
|                                 | Yunus Paxá (m. 1517)                                            | 22 de janeiro de 1517   | 13 de setembro de 1517 † (Executado)         | 234 dias          | Selim I (1512–1520)     |
|                                 | Piri Mehmed Paxá (1465–1532)                                    | 25 de janeiro de 1518   | 27 de junho de 1523                          | 5 anos, 153 dias  | Selim I (1512–1520)     |
| Solimão I (1520–1566)           | Piri Mehmed Paxá (1465–1532)                                    | 25 de janeiro de 1518   | 27 de junho de 1523                          | 5 anos, 153 dias  |                         |
|                                 | Pargalı İbrahim Paxá (1495–1536)                                | 27 de junho de 1523     | 14 de março de 1536 † (Executado)            | 12 anos, 261 dias |                         |
|                                 | Ayas Mehmed Paxá (1483–1539)                                    | 14 de março de 1536     | 13 de julho de 1539 † (Morreu no cargo)      | 3 anos, 121 dias  |                         |
|                                 | Çelebi Lütfi Paxá (1488–1564)                                   | 13 de julho de 1539     | Abril de 1541                                | 1 ano, 262 dias   |                         |
|                                 | Hadım Süleyman Paxá (1467–1547)                                 | Abril de 1541           | 28 de novembro de 1544                       | 3 anos, 241 dias  |                         |
|                                 | Damat Rüstem Paxá (1500–1561) Primeiro mandato                  | 28 de novembro de 1544  | 6 de outubro de 1553                         | 8 anos, 312 dias  |                         |
|                                 | Kara Ahmed Paxá (m. 1555)                                       | 6 de outubro de 1553    | 29 de setembro de 1555 † (Executado)         | 1 ano, 358 dias   |                         |
|                                 | Damat Rüstem Paxá (1500–1561) Segundo mandato                   | 29 de setembro de 1555  | 10 de julho de 1561 † (Morreu no cargo)      | 5 anos, 284 dias  |                         |
|                                 | Semiz Ali Paxá (m. 1565)                                        | 10 de julho de 1561     | 28 de junho de 1565 † (Morreu no cargo)      | 3 anos, 353 dias  |                         |
|                                 | Sokollu Mehmed Paxá (1506–1579)                                 |                         | 12 de outubro de 1579 † (Assassinado)        | 14 anos, 106 dias |                         |
| 28 de junho de 1565             | Sokollu Mehmed Paxá (1506–1579)                                 | Selim II (1566–1574)    | 12 de outubro de 1579 † (Assassinado)        | 14 anos, 106 dias |                         |
|                                 | Sokollu Mehmed Paxá (1506–1579)                                 | Murade III (1574–1595)  | 12 de outubro de 1579 † (Assassinado)        | 14 anos, 106 dias |                         |
|                                 | Semiz Ahmed Paxá (1492–1580)                                    | 12 de outubro de 1579   | 27 de abril de 1580 † (Morreu no cargo)      | 199 dias          |                         |
|                                 | Kara Lala Mustafa Paxá (1500–1580)                              | 28 de abril de 1580     | 7 de agosto de 1580 † (Morreu no cargo)      | 101 dias          |                         |
|                                 | Koca Sinan Paxá (1506–1596) Primeiro mandato                    | 7 de agosto de 1580     | 6 de dezembro de 1582                        | 2 anos, 121 dias  |                         |
|                                 | Kanijeli Siyavuş Paxá (m. 1602) Primeiro mandato                | 24 de dezembro de 1582  | 25 de julho de 1584                          | 1 ano, 214 dias   |                         |
|                                 | Özdemiroğlu Osman Paxá (1526–1585)                              | 28 de julho de 1584     | 29 de outubro de 1585 † (Morreu no cargo)    | 1 ano, 93 dias    |                         |
|                                 | Hadım Mesih Paxá (m. 1589)                                      | 1 de novembro de 1585   | 14 de abril de 1586                          | 164 dias          |                         |
|                                 | Kanijeli Siyavuş Paxá (m. 1602) Segundo mandato                 | 14 de abril de 1586     | 2 de abril de 1589 (Deposto)                 | 2 anos, 353 dias  |                         |
|                                 | Koca Sinan Paxá (1506–1596) Segundo mandato                     | 14 de abril de 1589     | 1 de agosto de 1591                          | 2 anos, 109 dias  |                         |
|                                 | Serdar Ferhad Paxá (m. 1595) Primeiro mandato                   | 1 de agosto de 1591     | 4 de abril de 1592                           | 247 dias          |                         |
|                                 | Kanijeli Siyavuş Paxá (m. 1602) Terceiro mandato                | 4 de abril de 1592      | 28 de janeiro de 1593                        | 299 dias          |                         |
|                                 | Koca Sinan Paxá (1506–1596) Terceiro mandato                    | 28 de janeiro de 1593   | 16 de fevereiro de 1595                      | 2 anos, 19 dias   |                         |
| Maomé III (1595–1603)           | Koca Sinan Paxá (1506–1596) Terceiro mandato                    | 28 de janeiro de 1593   | 16 de fevereiro de 1595                      | 2 anos, 19 dias   |                         |
|                                 | Serdar Ferhad Paxá (m. 1595) Segundo mandato                    | 16 de fevereiro de 1595 | 7 de julho de 1595                           | 141 dias          |                         |
|                                 | Koca Sinan Paxá (1506–1596) Quarto mandato                      | 7 de julho de 1595      | 19 de novembro de 1595                       | 135 dias          |                         |
|                                 | Lala Tekeli Mehmed Paxá (m. 1595)                               | 19 de novembro de 1595  | 28 de novembro de 1595 † (Morreu no cargo)   | 9 dias            |                         |
|                                 | Koca Sinan Paxá (1506–1596) Quinto mandato                      | 1 de dezembro de 1595   | 3 de abril de 1596 † (Morreu no cargo)       | 124 dias          |                         |
|                                 | Damat Ibrahim Paxá (1517–1601) Primeiro mandato                 | 4 de abril de 1596      | 27 de outubro de 1596                        | 206 dias          |                         |
|                                 | Cığalazâde Yusuf Sinan Paxá (1545–1605)                         | 27 de outubro de 1596   | 5 de dezembro de 1596                        | 39 dias           |                         |
|                                 | Damat Ibrahim Paxá (1517–1601) Segundo mandato                  | 5 de dezembro de 1596   | 3 de novembro de 1597                        | 332 dias          |                         |
|                                 | Hadım Hasan Paxá (m. 1598)                                      | 3 de novembro de 1597   | 9 de abril de 1598 † (Preso, executado)      | 157 dias          |                         |
|                                 | Cerrah Mehmed Paxá (m. 1604)                                    | 9 de abril de 1598      | 6 de janeiro de 1599                         | 272 dias          |                         |
|                                 | Damat Ibrahim Paxá (1517–1601) Terceiro mandato                 | 6 de janeiro de 1599    | 10 de julho de 1601 † (Morreu no cargo)      | 2 anos, 185 dias  |                         |
|                                 | Damat Yemişçi Hasan Paxá (1535–1603)                            | 22 de julho de 1601     | 4 de outubro de 1603 † (Executado)           | 2 anos, 74 dias   |                         |
|                                 | Malkoç Yavuz Ali Paxá (m. 1604)                                 | 16 de outubro de 1603   | 26 de julho de 1604 † (Morreu no cargo)      | 253 dias          |                         |
| Amade I (1603–1617)             | Malkoç Yavuz Ali Paxá (m. 1604)                                 | 16 de outubro de 1603   | 26 de julho de 1604 † (Morreu no cargo)      | 253 dias          |                         |
|                                 | Lala Sokolluzade Mehmed Paxá (m. 1606)                          | 5 de agosto de 1604     | 21 de junho de 1606 † (Morreu no cargo)      | 1 ano, 320 dias   |                         |
|                                 | Boşnak Derviş Mehmed Paxá (1569–1606)                           | 21 de junho de 1606     | 9 de dezembro de 1606 † (Executado)          | 171 dias          |                         |
|                                 | Kuyucu Murad Paxá (1535–1611)                                   | 11 de dezembro de 1606  | 5 de agosto de 1611 † (Morreu no cargo)      | 4 anos, 237 dias  |                         |
|                                 | Damat Gümülcineli Nasuh Paxá (m. 1614)                          | 5 de agosto de 1611     | 17 de outubro de 1614 † (Executado)          | 3 anos, 73 dias   |                         |
|                                 | Öküz Kul Kıran Mehmed Paxá (m. 1619) Primeiro mandato           | 17 de outubro de 1614   | 17 de novembro de 1616                       | 2 anos, 31 dias   |                         |
|                                 | Damat Halil Paxá (1570–1629) Primeiro mandato                   |                         | 18 de janeiro de 1619                        | 2 anos, 62 dias   |                         |
| 17 de novembro de 1616          | Damat Halil Paxá (1570–1629) Primeiro mandato                   | Mustafá I (1617–1618)   | 18 de janeiro de 1619                        | 2 anos, 62 dias   |                         |
|                                 | Damat Halil Paxá (1570–1629) Primeiro mandato                   | Osmã II (1618–1622)     | 18 de janeiro de 1619                        | 2 anos, 62 dias   |                         |
|                                 | Öküz Kul Kıran Mehmed Paxá (m. 1619) Segundo mandato            | 18 de janeiro de 1619   | 23 de dezembro de 1619 † (Assassinado)       | 339 dias          |                         |
|                                 | Güzelce Ali Paxá (m. 1621)                                      | 23 de dezembro de 1619  | 9 de março de 1621 † (Morreu no cargo)       | 1 ano, 76 dias    |                         |
|                                 | Ohrili Hüseyin Paxá (m. 1622) Primeiro mandato                  | 9 de março de 1621      | 17 de setembro de 1621                       | 192 dias          |                         |
|                                 | Dilaver Paxá (m. 1622)                                          | 17 de setembro de 1621  | 19 de maio de 1622 † (Linchado)              | 244 dias          |                         |
|                                 | Ohrili Hüseyin Paxá (m. 1622) Segundo mandato                   | 19 de maio de 1622      | 20 de maio de 1622 † (Linchado)              | 1 dia             |                         |
|                                 | Kara Davud Paxá (1570–1623)                                     | 20 de maio de 1622      | 13 de junho de 1622 † (Executado)            | 24 dias           | Mustafá I (1622–1623)   |
|                                 | Mere Hüseyin Paxá (m. 1624) Primeiro mandato                    | 13 de junho de 1622     | 8 de julho de 1622                           | 25 dias           | Mustafá I (1622–1623)   |
|                                 | Lefkeli Mustafa Paxá (m. 1648)                                  | 8 de julho de 1622      | 21 de setembro de 1622                       | 75 dias           | Mustafá I (1622–1623)   |
| Murade IV (1623–1640)           | Lefkeli Mustafa Paxá (m. 1648)                                  | 8 de julho de 1622      | 21 de setembro de 1622                       | 75 dias           |                         |
|                                 | Hadım Mehmed Paxá (m. 1626)                                     | 21 de setembro de 1622  | 5 de fevereiro de 1623                       | 137 dias          |                         |
|                                 | Mere Hüseyin Paxá (m. 1624) Segundo mandato                     | 5 de fevereiro de 1623  | 30 de agosto de 1623                         | 206 dias          |                         |
|                                 | Kara Kemankeş Ali Paxá (m. 1624)                                | 30 de agosto de 1623    | 3 de abril de 1624 † (Executado)             | 217 dias          |                         |
|                                 | Çerkez Mehmed Ali Paxá (m. 1625)                                | 3 de abril de 1624      | 28 de janeiro de 1625 † (Morreu no cargo)    | 300 dias          |                         |
|                                 | Hafız Müezzinzade Ahmed Paxá (1564–1632) Primeiro mandato       | 8 de fevereiro de 1625  | 1 de dezembro de 1626                        | 1 ano, 296 dias   |                         |
|                                 | Damat Halil Paxá (1570–1629) Segundo mandato                    | 1 de dezembro de 1626   | 6 de abril de 1628                           | 1 ano, 127 dias   |                         |
|                                 | Gazi Ekrem Hüsrev Paxá (m. 1632)                                | 6 de abril de 1628      | 25 de outubro de 1631                        | 3 anos, 202 dias  |                         |
|                                 | Hafız Müezzinzade Ahmed Paxá (1564–1632) Segundo mandato        | 25 de outubro de 1631   | 10 de fevereiro de 1632 † (Linchado)         | 108 dias          |                         |
|                                 | Topal Recep Paxá (m. 1632)                                      | 10 de fevereiro de 1632 | 18 de maio de 1632 † (Executado)             | 98 dias           |                         |
|                                 | Tabanıyassı Mehmed Paxá (1589–1637)                             | 18 de maio de 1632      | 2 de fevereiro de 1637                       | 4 anos, 260 dias  |                         |
|                                 | Bayram Paxá (m. 1638)                                           | 2 de fevereiro de 1637  | 26 de agosto de 1638                         | 1 ano, 205 dias   |                         |
|                                 | Tayyar Mehmed Paxá (m. 1638)                                    | 27 de agosto de 1638    | 24 de dezembro de 1638 † (Morto em batalha)  | 119 dias          |                         |
|                                 | Kara Kemankeş Mustafa Paxá (1592–1644)                          | 23 de dezembro de 1638  | 31 de janeiro de 1644 † (Executado)          | 5 anos, 39 dias   |                         |
| Ibrahim I (1640–1648)           | Kara Kemankeş Mustafa Paxá (1592–1644)                          | 23 de dezembro de 1638  | 31 de janeiro de 1644 † (Executado)          | 5 anos, 39 dias   |                         |
|                                 | Sultanzade Mehmet Paxá (1603–1646)                              | 31 de janeiro de 1644   | 17 de setembro de 1645                       | 1 ano, 320 dias   |                         |
|                                 | Nevesinli Salih Paxá (m. 1647)                                  | 17 de dezembro de 1645  | 16 de setembro de 1647 † (Executado)         | 1 ano, 273 dias   |                         |
|                                 | Kara Musa Paxá (m. 1649)                                        | 16 de setembro de 1647  | 21 de setembro de 1647                       | 5 dias            |                         |
|                                 | Hazarpare Ahmet Paxá (m. 1648)                                  | 21 de setembro de 1647  | 8 de agosto de 1648 † (Linchado)             | 322 dias          |                         |
|                                 | Sofu Mehmed Paxá (m. 1649)                                      | 8 de agosto de 1648     | 21 de maio de 1649 † (Exilado, executado)    | 286 dias          | Maomé IV (1648–1687)    |
|                                 | Kara Dev Murat Paxá (1595–1655) Primeiro mandato                | 21 de maio de 1649      | 5 de agosto de 1651                          | 2 anos, 76 dias   | Maomé IV (1648–1687)    |
|                                 | Damat Melek Ahmed Paxá (1604–1662)                              | 5 de agosto de 1651     | 21 de agosto de 1651                         | 16 dias           | Maomé IV (1648–1687)    |
|                                 | Abaza Siyavuş Paxá, o Velho (m. 1656)                           | 21 de agosto de 1651    | 27 de setembro de 1651                       | 37 dias           | Maomé IV (1648–1687)    |
|                                 | Gürcü Mehmed Paxá (m. 1665)                                     | 27 de setembro de 1651  | 20 de junho de 1652                          | 267 dias          | Maomé IV (1648–1687)    |
|                                 | Tarhoncu Ahmed Paxá (m. 1653)                                   | 20 de junho de 1652     | 21 de março de 1653 † (Executado)            | 274 dias          | Maomé IV (1648–1687)    |
|                                 | Koca Dervish Mehmed Paxá (m. 1655)                              | 21 de março de 1653     | 28 de outubro de 1654                        | 1 ano, 221 dias   | Maomé IV (1648–1687)    |
|                                 | İpşiri Mustafa Paxá (1607–1655)                                 | 28 de outubro de 1654   | 11 de maio de 1655 † (Executado)             | 195 dias          | Maomé IV (1648–1687)    |
|                                 | Kara Dev Murat Paxá (1595–1655) Segundo mandato                 | 11 de maio de 1655      | 19 de agosto de 1655                         | 100 dias          | Maomé IV (1648–1687)    |
|                                 | Ermeni Suleyman Paxá (1607–1687)                                | 19 de agosto de 1655    | 28 de fevereiro de 1656                      | 193 dias          | Maomé IV (1648–1687)    |
|                                 | Deli Gazi Hüseyin Paxá (m. 1659)                                | 28 de fevereiro de 1656 | 5 de março de 1656                           | 6 dias            | Maomé IV (1648–1687)    |
|                                 | Zurnazen Mustafa Paxá (m. 1666)                                 | 5 de março de 1656      | 5 de março de 1656 (Deposto)                 | 4 horas           | Maomé IV (1648–1687)    |
|                                 | Abaza Siyavuş Paxá, o Velho (m. 1656)                           | 5 de março de 1656      | 25 de abril de 1656 † (Morreu no cargo)      | 51 dias           | Maomé IV (1648–1687)    |
|                                 | Boynuyaralı Mehmed Paxá (m. 1665)                               | 26 de abril de 1656     | 15 de setembro de 1656                       | 142 dias          | Maomé IV (1648–1687)    |
|                                 | Köprülü Mehmed Paxá (1575–1661)                                 | 15 de setembro de 1656  | 31 de outubro de 1661 † (Morreu no cargo)    | 5 anos, 46 dias   | Maomé IV (1648–1687)    |
|                                 | Köprülüzade Fazıl Ahmed Paxá (1635–1676)                        | 31 de outubro de 1661   | 19 de outubro de 1676 † (Morreu no cargo)    | 14 anos, 354 dias | Maomé IV (1648–1687)    |
|                                 | Kara Merzifonlu Mustafa Paxá (1635–1683)                        | 19 de outubro de 1676   | 25 de dezembro de 1683 † (Executado)         | 7 anos, 67 dias   | Maomé IV (1648–1687)    |
|                                 | Kara İbrahim Paxá (m. 1687)                                     | 15 de dezembro de 1683  | 18 de novembro de 1685                       | 1 ano, 338 dias   | Maomé IV (1648–1687)    |
|                                 | Sarı Süleyman Paxá (m. 1687)                                    | 18 de novembro de 1685  | 18 de setembro de 1687 † (Deposto)           | 3 anos, 304 dias  | Maomé IV (1648–1687)    |
|                                 | Abaza Siyavuş Paxá, o Jovem (m. 1688)                           | 18 de setembro de 1687  | 23 de fevereiro de 1688 † (Assassinado)      | 158 dias          | Maomé IV (1648–1687)    |
| Solimão II (1687–1691)          | Abaza Siyavuş Paxá, o Jovem (m. 1688)                           | 18 de setembro de 1687  | 23 de fevereiro de 1688 † (Assassinado)      | 158 dias          |                         |
|                                 | Ayaşlı İsmail Kemalettin Paxá (1620–1690)                       | 23 de fevereiro de 1688 | 2 de maio de 1688                            | 69 dias           |                         |
|                                 | Bekri Mustafa Paxá (m. 1690)                                    | 30 de maio de 1688      | 7 de novembro de 1689                        | 1 ano, 161 dias   |                         |
|                                 | Gazi Köprülüzade Fazıl Mustafa Paxá (1637–1691)                 | 10 de novembro de 1689  | 19 de agosto de 1691 † (Morto em batalha)    | 1 ano, 282 dias   |                         |
| Amade II (1691–1695)            | Gazi Köprülüzade Fazıl Mustafa Paxá (1637–1691)                 | 10 de novembro de 1689  | 19 de agosto de 1691 † (Morto em batalha)    | 1 ano, 282 dias   |                         |
|                                 | Arabacı Bahadırzade Ali Paxá (1620–1693)                        | 24 de agosto de 1691    | 21 de março de 1692                          | 210 dias          |                         |
|                                 | Hacı Çalık Ali Paxá (m. 1698)                                   | 23 de março de 1692     | 17 de março de 1693                          | 359 dias          |                         |
|                                 | Bozoklu Mustafa Paxá (1638–1698)                                | 17 de março de 1693     | 13 de março de 1694                          | 360 dias          |                         |
|                                 | Sürmeli Ali Paxá (1645–1695)                                    | 13 de março de 1694     | 22 de abril de 1695                          | 359 dias          |                         |
| Mustafá II (1695–1703)          | Sürmeli Ali Paxá (1645–1695)                                    | 13 de março de 1694     | 22 de abril de 1695                          | 359 dias          |                         |
|                                 | Elmas Mehmed Paxá (1661–1697)                                   | 3 de maio de 1695       | 11 de setembro de 1697 † (Morto em batalha)  | 2 anos, 131 dias  |                         |
|                                 | Amcazade Köprülü Hüseyin Paxá (1644–1702)                       | 17 de setembro de 1697  | 4 de setembro de 1702                        | 4 anos, 352 dias  |                         |
|                                 | Daltaban Mustafa Paxá (m. 1703)                                 | 4 de setembro de 1702   | 24 de janeiro de 1703 † (Executado)          | 142 dias          |                         |
|                                 | Rami Mehmed Paxá (1645–1706)                                    | 25 de janeiro de 1703   | 22 de agosto de 1703 (Deposto)               | 209 dias          |                         |
|                                 | Nişancı Kavanoz Ahmed Paxá (m. 1705)                            | 22 de agosto de 1703    | 16 de novembro de 1703                       | 86 dias           | Amade III (1703–1730)   |
|                                 | Damat Hasan Paxá (1658–1713)                                    | 18 de novembro de 1703  | 28 de setembro de 1704                       | 315 dias          | Amade III (1703–1730)   |
|                                 | Hacı Kalaylıkoz Kalaylıkoz Ahmed Paxá (m. 1715)                 | de outubro de 1704      | 25 de dezembro de 1704                       | 85 dias           | Amade III (1703–1730)   |
|                                 | Baltacı Mehmed Paxá (1652–1712) Primeiro mandato                | 25 de dezembro de 1704  | 3 de maio de 1706                            | 1 ano, 129 dias   | Amade III (1703–1730)   |
|                                 | Damat Çorlulu Ali Paxá (1670–1711)                              | 3 de maio de 1706       | 15 de junho de 1710                          | 4 anos, 43 dias   | Amade III (1703–1730)   |
|                                 | Köprülüzade Numan Paxá (1670–1719)                              | 16 de junho de 1710     | 17 de agosto de 1710                         | 62 dias           | Amade III (1703–1730)   |
|                                 | Baltacı Mehmed Paxá (1652–1712) Segundo mandato                 | 18 de agosto de 1710    | 20 de novembro de 1711                       | 1 ano, 94 dias    | Amade III (1703–1730)   |
|                                 | Ağa Gürcü Yusuf Paxá (m. 1713)                                  | 20 de novembro de 1711  | 11 de novembro de 1712                       | 357 dias          | Amade III (1703–1730)   |
|                                 | Nişancı Süleyman Paxá (m. 1715)                                 | 12 de novembro de 1712  | 6 de abril de 1713                           | 145 dias          | Amade III (1703–1730)   |
|                                 | Hoca Ibrahim Paxá (m. 1713)                                     | 6 de abril de 1713      | 7 de abril de 1713 † (Executado)             | 1 dia             | Amade III (1703–1730)   |
|                                 | Damat Silahdar Ali Paxá (1667–1716)                             | 27 de abril de 1713     | 5 de agosto de 1716 † (Morto em batalha)     | 3 anos, 100 dias  | Amade III (1703–1730)   |
|                                 | Hacı Halil Paxá (m. 1733)                                       | 21 de agosto de 1716    | 26 de agosto de 1717                         | 1 ano, 5 dias     | Amade III (1703–1730)   |
|                                 | Nişancı Nişancı Mehmed Paxá (m. 1728)                           | 26 de agosto de 1717    | 9 de maio de 1718                            | 256 dias          | Amade III (1703–1730)   |
|                                 | Damat Nevşehirli Ibrahim Paxá (1662–1730)                       | 9 de maio de 1718       | 1 de outubro de 1730 †(Linchado)             | 12 anos, 145 dias | Amade III (1703–1730)   |
|                                 | Damat Silahdar Silahdar Damat Mehmed Paxá (m. 1737)             | 16 de outubro de 1730   | 23 de janeiro de 1731                        | 99 dias           | Mamude I (1730–1754)    |
|                                 | Kabakulak Kabakulak Ibrahim Paxá (m. 1743)                      | 23 de janeiro de 1731   | 11 de setembro de 1731                       | 231 dias          | Mamude I (1730–1754)    |
|                                 | Topal Osman Paxá (1663–1733)                                    | 21 de setembro de 1731  | 12 de março de 1732                          | 173 dias          | Mamude I (1730–1754)    |
|                                 | Hekimoğlu Ali Paxá (1689–1758) Primeiro mandato                 | 12 de março de 1732     | 14 de julho de 1735                          | 3 anos, 124 dias  | Mamude I (1730–1754)    |
|                                 | Gürcü Gürcü İsmail Paxá (m. 1738)                               | 14 de julho de 1735     | 25 de dezembro de 1735                       | 164 dias          | Mamude I (1730–1754)    |
|                                 | Silahdar Seyyid Silahdar Seyyid Mehmed Paxá (m. 1757)           | 10 de janeiro de 1736   | 5 de agosto de 1737                          | 1 ano, 207 dias   | Mamude I (1730–1754)    |
|                                 | Muhsinzade Abdullah Paxá (1661–1757)                            | 22 de agosto de 1737    | 19 de dezembro de 1737                       | 119 dias          | Mamude I (1730–1754)    |
|                                 | Yeğen Mehmed Paxá (m. 1745)                                     | 3 de dezembro de 1737   | 23 de março de 1739                          | 1 ano, 110 dias   | Mamude I (1730–1754)    |
|                                 | İvazzade Mehmed Paxá (m. 1743)                                  | 17 de março de 1739     | 23 de junho de 1740                          | 1 ano, 98 dias    | Mamude I (1730–1754)    |
|                                 | Nişancı Kör Hacı Ahmed Paxá (m. 1753)                           | 22 de julho de 1740     | 7 de abril de 1742                           | 2 anos, 259 dias  | Mamude I (1730–1754)    |
|                                 | Hekimoğlu Ali Paxá (1689–1758) Segundo mandato                  | 21 de abril de 1742     | 4 de outubro de 1742                         | 166 dias          | Mamude I (1730–1754)    |
|                                 | Seyyid Hasan Paxá (m. 1748)                                     | 4 de outubro de 1742    | 10 de agosto de 1746                         | 3 anos, 310 dias  | Mamude I (1730–1754)    |
|                                 | Hacı Tiryaki Mehmed Paxá (1680–1751)                            | 11 de agosto de 1746    | 24 de agosto de 1747                         | 1 ano, 13 dias    | Mamude I (1730–1754)    |
|                                 | Seyyid Abdullah Paxá (m. 1760)                                  | 24 de agosto de 1747    | 2 de janeiro de 1750                         | 2 anos, 131 dias  | Mamude I (1730–1754)    |
|                                 | Divitdar Mehmed Emin Paxá (m. 1753)                             | 9 de janeiro de 1750    | 1 de julho de 1752                           | 2 anos, 174 dias  | Mamude I (1730–1754)    |
|                                 | Köse Bahir Mustafa Paxá (m. 1765)                               | 1 de julho de 1752      | 16 de fevereiro de 1755                      | 2 anos, 230 dias  | Mamude I (1730–1754)    |
| Osmã III (1754–1757)            | Köse Bahir Mustafa Paxá (m. 1765)                               | 1 de julho de 1752      | 16 de fevereiro de 1755                      | 2 anos, 230 dias  |                         |
|                                 | Hekimoğlu Ali Paxá (1689–1758) Terceiro mandato                 | 16 de fevereiro de 1755 | 19 de maio de 1755                           | 92 dias           |                         |
|                                 | Naili Abdullah Paxá (m. 1758)                                   | 19 de maio de 1755      | 24 de agosto de 1755                         | 97 dias           |                         |
|                                 | Nişancı Silahdar Bıyıklı Silahdar Bıyıklı Ali Paxá (m. 1755)    | 24 de agosto de 1755    | 23 de outubro de 1755 † (Executado)          | 60 dias           |                         |
|                                 | Yirmisekizzade Mehmed Said Paxá (m. 1761)                       | 25 de outubro de 1755   | 1 de abril de 1756                           | 159 dias          |                         |
|                                 | Köse Bahir Mustafa Paxá (m. 1765) Primeiro mandato              | 30 de abril de 1756     | 3 de dezembro de 1756                        | 217 dias          |                         |
|                                 | Koca Mehmet Ragıp Paxá (1698–1763)                              | 12 de janeiro de 1757   | 8 de abril de 1763 † (Morreu no cargo)       | 6 anos, 86 dias   |                         |
| Mustafá III (1757–1774)         | Koca Mehmet Ragıp Paxá (1698–1763)                              | 12 de janeiro de 1757   | 8 de abril de 1763 † (Morreu no cargo)       | 6 anos, 86 dias   |                         |
|                                 | Tevkii Hamza Hamid Paxá (1688–1770)                             | 11 de abril de 1763     | 29 de setembro de 1763                       | 171 dias          |                         |
|                                 | Köse Bahir Mustafa Paxá (m. 1765) Segundo mandato               | 29 de setembro de 1763  | 30 de março de 1765 † (Demitido, executado)  | 1 ano, 213 dias   |                         |
|                                 | Muhsinzade Mehmed Paxá (1704–1774) Primeiro mandato             | 30 de março de 1765     | 7 de agosto de 1768                          | 3 anos, 130 dias  |                         |
|                                 | Silahdar Silahdar Mahir Hamza Paxá (1727–1771)                  | 7 de agosto de 1768     | 20 de outubro de 1768                        | 74 dias           |                         |
|                                 | Yağlıkçızade Mehmed Emin Paxá (1724–1769)                       | 20 de outubro de 1768   | 12 de agosto de 1769 † (Demitido, executado) | 296 dias          |                         |
|                                 | Moldovancı Moldovancı Ali Paxá (m. 1773)                        | 12 de agosto de 1769    | 12 de dezembro de 1769                       | 122 dias          |                         |
|                                 | İvazzade Halil Paxá (1724–1777)                                 | 13 de dezembro de 1769  | 25 de dezembro de 1770                       | 1 ano, 12 dias    |                         |
|                                 | Silahdar Cihangirli Silahdar Cihangirli Mehmed Paxá (1710–1788) | 25 de dezembro de 1770  | 11 de dezembro de 1771                       | 351 dias          |                         |
|                                 | Muhsinzade Mehmed Paxá (1704–1774) Segundo mandato              | 11 de dezembro de 1771  | 6 de agosto de 1774 † (Morreu no cargo)      | 2 anos, 238 dias  |                         |
| Abdulamide I (1774–1789)        | Muhsinzade Mehmed Paxá (1704–1774) Segundo mandato              | 11 de dezembro de 1771  | 6 de agosto de 1774 † (Morreu no cargo)      | 2 anos, 238 dias  |                         |
|                                 | İzzet Mehmed Paxá (1723–1784) Primeiro mandato                  | 11 de agosto de 1774    | 7 de julho de 1775                           | 330 dias          |                         |
|                                 | Yağlıkçızade Derviş Mehmed Paxá (1735–1777)                     | 7 de julho de 1775      | 5 de janeiro de 1777                         | 1 ano, 182 dias   |                         |
|                                 | Darendeli Darendeli Cebecizade Mehmed Paxá (1714–1784)          | 5 de janeiro de 1777    | 1 de setembro de 1778                        | 1 ano, 239 dias   |                         |
|                                 | Kalafat Kalafat Mehmed Paxá (m. 1792)                           | 1 de setembro de 1778   | 22 de agosto de 1779                         | 355 dias          |                         |
|                                 | Silahdar Seyyid Silahdar Seyyid Mehmed Paxá (1735–1781)         | 22 de agosto de 1779    | 20 de fevereiro de 1781 † (Morreu no cargo)  | 1 ano, 182 dias   |                         |
|                                 | İzzet Mehmed Paxá (1723–1784) Segundo mandato                   | 20 de fevereiro de 1781 | 25 de agosto de 1782                         | 1 ano, 186 dias   |                         |
|                                 | Hacı Yeğen Yeğen Seyyid Mehmed Paxá (1726–1787)                 | 25 de agosto de 1782    | 31 de dezembro de 1782                       | 128 dias          |                         |
|                                 | Halil Hamid Paxá (1736–1785)                                    | 31 de dezembro de 1782  | 30 de abril de 1785 † (Executado)            | 2 anos, 120 dias  |                         |
|                                 | Hazinedar Şahin Ali Paxá (m. 1789)                              | 30 de abril de 1785     | 25 de janeiro de 1786                        | 270 dias          |                         |
|                                 | Koca Yusuf Paxá (1730–1800) Primeiro mandato                    | 25 de janeiro de 1786   | 28 de maio de 1789                           | 3 anos, 123 dias  |                         |
| Selim III (1789–1807)           | Koca Yusuf Paxá (1730–1800) Primeiro mandato                    | 25 de janeiro de 1786   | 28 de maio de 1789                           | 3 anos, 123 dias  |                         |
|                                 | Meyyit Kethüda Hasan Paxá (m. 1810)                             | 28 de maio de 1789      | 2 de janeiro de 1790                         | 219 dias          |                         |
|                                 | Gazi Cezayirli Hasan Paxá (1713–1790)                           | 2 de janeiro de 1790    | 30 de março de 1790 † (Morreu no cargo)      | 87 dias           |                         |
|                                 | Çelebizade Şerif Hasan Paxá (m. 1791)                           | 16 de abril de 1790     | 12 de fevereiro de 1791 † (Assassinado)      | 302 dias          |                         |
|                                 | Koca Yusuf Paxá (1730–1800) Segundo mandato                     | 12 de fevereiro de 1791 | 1792                                         | 323 dias          |                         |
|                                 | Damat Melek Mehmed Paxá (1719–1802)                             | 1792                    | 21 de outubro de 1794                        | 2 anos, 293 dias  |                         |
|                                 | Safranbolulu İzzet Mehmet Paxá (1743–1812)                      | 21 de outubro de 1794   | 23 de outubro de 1798                        | 4 anos, 2 dias    |                         |
|                                 | Kör Yusuf Ziyaüddin Paxá (m. 1819) Primeiro mandato             | 23 de outubro de 1798   | 24 de junho de 1805                          | 6 anos, 244 dias  |                         |
|                                 | Bostancıbaşı Hafız Bostancıbaşı Hafız İsmail Paxá (1758–1807)   | 24 de setembro de 1805  | 13 de outubro de 1806                        | 1 ano, 19 dias    |                         |
|                                 | Keçiboynuzu Keçiboynuzu İbrahim Hilmi Paxá (1747–1825)          | 13 de outubro de 1806   | 3 de junho de 1807                           | 233 dias          |                         |
| Mustafá IV (1807–1808)          | Keçiboynuzu Keçiboynuzu İbrahim Hilmi Paxá (1747–1825)          | 13 de outubro de 1806   | 3 de junho de 1807                           | 233 dias          |                         |
|                                 | Çelebi Mustafa Paxá (m. 1811)                                   | 3 de junho de 1807      | 28 de julho de 1808                          | 1 ano, 55 dias    |                         |
|                                 | Alemdar/Bayrakdar Mustafa Paxá (1750–1808)                      | 29 de julho de 1808     | 15 de novembro de 1808 † (Cometeu suicídio)  | 109 dias          | Mamude II (1808–1839)   |
|                                 | Çavuşbaşı Çavuşbaşı Memiş Paxá (m. 1809)                        | 16 de novembro de 1808  | Dezembro de 1808                             | 15 dias           | Mamude II (1808–1839)   |
|                                 | Çarhacı Çarhacı Ali Paxá (m. 1823)                              | Dezembro de 1808        | Março de 1809                                | 90 dias           | Mamude II (1808–1839)   |
|                                 | Kör Yusuf Ziyaüddin Paxá (m. 1819) Segundo mandato              | Março de 1809           | Fevereiro de 1811                            | 1 ano, 337 dias   | Mamude II (1808–1839)   |
|                                 | Laz Aziz Ahmed Paxá (m. 1819)                                   | Fevereiro de 1811       | Julho de 1812                                | 1 ano, 151 dias   | Mamude II (1808–1839)   |
|                                 | Hurşit Ahmed Paxá (m. 1822)                                     | Julho de 1812           | 30 de março de 1815                          | 2 anos, 272 dias  | Mamude II (1808–1839)   |
|                                 | Mehmed Emin Rauf Paxá (1780–1860) Primeiro mandato              | 30 de março de 1815     | 6 de janeiro de 1818                         | 2 anos, 282 dias  | Mamude II (1808–1839)   |
|                                 | Burdurlu Burdurlu Derviş Mehmed Paxá (1765–1837)                | 6 de janeiro de 1818    | 5 de janeiro de 1820                         | 1 ano, 364 dias   | Mamude II (1808–1839)   |
|                                 | Seyyid Ispartalı Ispartalı Seyyid Ali Paxá (1756–1826)          | 5 de janeiro de 1820    | 21 de abril de 1821                          | 1 ano, 106 dias   | Mamude II (1808–1839)   |
|                                 | Benderli Ali Paxá (m. 1821)                                     | 21 de abril de 1821     | 30 de abril de 1821 † (Executado)            | 9 dias            | Mamude II (1808–1839)   |
|                                 | Hacı İzmirli İzmirli Salih Paxá (m. 1828)                       | 30 de abril de 1821     | 11 de novembro de 1822                       | 1 ano, 195 dias   | Mamude II (1808–1839)   |
|                                 | Bostancıbaşı Deli Deli Abdullah Paxá (m. 1823)                  | 11 de novembro de 1822  | 4 de março de 1823                           | 113 dias          | Mamude II (1808–1839)   |
|                                 | Silahdar Turnacızade Ali Paxá (m. 1829)                         | 4 de março de 1823      | 13 de dezembro de 1823                       | 284 dias          | Mamude II (1808–1839)   |
|                                 | Mehmed Said Galip Paxá (1763–1829)                              | 13 de dezembro de 1823  | 15 de setembro de 1824                       | 277 dias          | Mamude II (1808–1839)   |
|                                 | Mehmed Selim Paxá (1771–1831)                                   | 15 de setembro de 1824  | 26 de outubro de 1828                        | 4 anos, 41 dias   | Mamude II (1808–1839)   |
|                                 | Topal İzzet Mehmed Paxá (1792–1855)                             | 26 de outubro de 1828   | 28 de janeiro de 1829                        | 94 dias           | Mamude II (1808–1839)   |
|                                 | Reşid Mehmed Paxá (1780–1836)                                   | 28 de janeiro de 1829   | 17 de fevereiro de 1833                      | 4 anos, 20 dias   | Mamude II (1808–1839)   |
|                                 | Mehmed Emin Rauf Paxá (1780–1860) Segundo mandato               | 17 de fevereiro de 1833 | 8 de julho de 1839                           | 6 anos, 141 dias  | Mamude II (1808–1839)   |
| Abdul Mejide I (1839–1861)      | Mehmed Emin Rauf Paxá (1780–1860) Segundo mandato               | 17 de fevereiro de 1833 | 8 de julho de 1839                           | 6 anos, 141 dias  |                         |
|                                 | Koca Hüsrev Mehmed Paxá (1769–1855)                             | 8 de julho de 1839      | 3 de novembro de 1839                        | 118 dias          |                         |
| Proclamação do Édito de Gülhane |                                                                 |                         |                                              |                   |                         |

### Tanzimat(1839-1876)
O Édito de Gülhane foi anunciado por Abdul Mejide I, inaugurando o período Tanzimat, uma época de grandes reformas burocráticas e administrativas. 
| Grão-Vizir                  | Grão-Vizir                                               | Mandato                 | Mandato                                   | Mandato          | Sultão                     |
| Retrato                     | Epíteto Nome (Nascimento–Morte)                          | Início                  | Fim                                       | Tempo no cargo   | Sultão                     |
| --------------------------- | -------------------------------------------------------- | ----------------------- | ----------------------------------------- | ---------------- | -------------------------- |
|                             | Koca Hüsrev Mehmed Paxá (1769–1855)                      | 3 de novembro de 1839   | 29 de maio de 1841                        | 1 ano, 207 dias  | Abdul Mejide I (1839–1861) |
|                             | Mehmed Emin Rauf Paxá (1780–1860) Terceiro mandato       | 29 de maio de 1841      | 7 de outubro de 1841                      | 131 dias         | Abdul Mejide I (1839–1861) |
|                             | Topal İzzet Mehmed Paxá (1792–1855)                      | 7 de outubro de 1841    | 3 de setembro de 1842                     | 331 dias         | Abdul Mejide I (1839–1861) |
|                             | Mehmed Emin Rauf Paxá (1780–1860) Quarto mandato         | 3 de setembro de 1842   | 31 de julho de 1846                       | 3 anos, 331 dias | Abdul Mejide I (1839–1861) |
|                             | Koca Mustafa Reşid Paxá (1800–1858) Primeiro mandato     | 31 de julho de 1846     | 28 de abril de 1848                       | 1 ano, 272 dias  | Abdul Mejide I (1839–1861) |
|                             | Ibrahim Sarim Paxá (1801–1853)                           | 28 de abril de 1848     | 13 de agosto de 1848                      | 107 dias         | Abdul Mejide I (1839–1861) |
|                             | Koca Mustafa Reşid Paxá (1800–1858) Segundo mandato      | 13 de agosto de 1848    | 26 de janeiro de 1852                     | 3 anos, 166 dias | Abdul Mejide I (1839–1861) |
|                             | Mehmed Emin Rauf Paxá (1780–1860) Quinto mandato         | 27 de janeiro de 1852   | 7 de março de 1852                        | 40 dias          | Abdul Mejide I (1839–1861) |
|                             | Koca Mustafa Reşid Paxá (1800–1858) Terceiro mandato     | 7 de março de 1852      | 7 de agosto de 1852                       | 153 dias         | Abdul Mejide I (1839–1861) |
|                             | Mehmed Emin Âli Paxá (1815–1871) Primeiro mandato        | 7 de agosto de 1852     | 4 de outubro de 1852                      | 58 dias          | Abdul Mejide I (1839–1861) |
|                             | Damat Mehmed Ali Paxá (1813–1868)                        | 4 de outubro de 1852    | 14 de maio de 1853                        | 222 dias         | Abdul Mejide I (1839–1861) |
|                             | Mustafa Naili Paxá (1798–1871) Primeiro mandato          | 14 de maio de 1853      | 30 de maio de 1854                        | 1 ano, 16 dias   | Abdul Mejide I (1839–1861) |
|                             | Kıbrıslı Mehmed Emin Paxá (1813–1871) Primeiro mandato   | 30 de maio de 1854      | 24 de novembro de 1854                    | 178 dias         | Abdul Mejide I (1839–1861) |
|                             | Koca Mustafa Reşid Paxá (1800–1858) Quarto mandato       | 24 de novembro de 1854  | 4 de maio de 1855                         | 161 dias         | Abdul Mejide I (1839–1861) |
|                             | Mehmed Emin Âli Paxá (1815–1871) Segundo mandato         | 4 de maio de 1855       | 1 de dezembro de 1856                     | 1 ano, 211 dias  | Abdul Mejide I (1839–1861) |
|                             | Koca Mustafa Reşid Paxá (1800–1858) Quinto mandato       | 1 de dezembro de 1856   | 2 de agosto de 1857                       | 244 dias         | Abdul Mejide I (1839–1861) |
|                             | Mustafa Naili Paxá (1798–1871) Segundo mandato           | 2 de agosto de 1857     | 23 de outubro de 1857                     | 82 dias          | Abdul Mejide I (1839–1861) |
|                             | Koca Mustafa Reşid Paxá (1800–1858) Sexto mandato        | 23 de outubro de 1857   | 7 de janeiro de 1858 † (Morreu no cargo)  | 76 dias          | Abdul Mejide I (1839–1861) |
|                             | Mehmed Emin Âli Paxá (1815–1871) Terceiro mandato        | 11 de janeiro de 1858   | 8 de outubro de 1859                      | 1 ano, 270 dias  | Abdul Mejide I (1839–1861) |
|                             | Kıbrıslı Mehmed Emin Paxá (1813–1871) Segundo mandato    | 8 de outubro de 1859    | 24 de dezembro de 1859                    | 77 dias          | Abdul Mejide I (1839–1861) |
|                             | Mütercim Mehmed Rüşdi Paxá (1811–1882) Primeiro mandato  | 24 de dezembro de 1859  | 27 de maio de 1860                        | 155 dias         | Abdul Mejide I (1839–1861) |
|                             | Kıbrıslı Mehmed Emin Paxá (1813–1871) Terceiro mandato   | 27 de maio de 1860      | 6 de agosto de 1861                       | 1 ano, 71 dias   | Abdul Mejide I (1839–1861) |
| Abdulazize (1861–1876)      | Kıbrıslı Mehmed Emin Paxá (1813–1871) Terceiro mandato   | 27 de maio de 1860      | 6 de agosto de 1861                       | 1 ano, 71 dias   |                            |
|                             | Mehmed Emin Âli Paxá (1815–1871) Terceiro mandato        | 6 de agosto de 1861     | 22 de novembro de 1861                    | 108 dias         |                            |
|                             | Keçecizade Mehmed Fuad Paxá (1814–1869) Primeiro mandato | 22 de novembro de 1861  | 6 de janeiro de 1863                      | 1 ano, 45 dias   |                            |
|                             | Yusuf Kamil Paxá (1808–1876)                             | 6 de janeiro de 1863    | 3 de junho de 1863                        | 148 dias         |                            |
|                             | Keçecizade Mehmed Fuad Paxá (1814–1869) Segundo mandato  | 3 de junho de 1863      | 5 de junho de 1866                        | 3 anos, 2 dias   |                            |
|                             | Mütercim Mehmed Rüşdi Paxá (1811–1882) Segundo mandato   | 5 de junho de 1866      | 11 de fevereiro de 1867                   | 251 dias         |                            |
|                             | Mehmed Emin Âli Paxá (1815–1871) Quinto mandato          | 11 de fevereiro de 1867 | 7 de setembro de 1871 † (Morreu no cargo) | 4 anos, 208 dias |                            |
|                             | Mahmud Nedim Paxá (1818–1883) Primeiro mandato           | 7 de setembro de 1871   | 31 de julho de 1872                       | 328 dias         |                            |
|                             | Ahmed Şefik Midhat Paxá (1822–1883) Primeiro mandato     | 31 de julho de 1872     | 19 de outubro de 1872                     | 80 dias          |                            |
|                             | Mütercim Mehmed Rüşdi Paxá (1811–1882) Terceiro mandato  | 19 de outubro de 1872   | 15 de fevereiro de 1873                   | 119 dias         |                            |
|                             | Ahmed Esat Paxá (1828–1875) Primeiro mandato             | 15 de fevereiro de 1873 | 15 de abril de 1873                       | 59 dias          |                            |
|                             | Şirvanizade Mehmed Rüşdi Paxá (1828–1874)                | 15 de abril de 1873     | 14 de fevereiro de 1874                   | 305 dias         |                            |
|                             | Hüseyin Avni Paxá (1820–1876)                            | 14 de fevereiro de 1874 | 25 de abril de 1875                       | 1 ano, 70 dias   |                            |
|                             | Ahmed Esat Paxá (1828–1875) Segundo mandato              | 25 de abril de 1875     | 21 de agosto de 1875 † (Morreu no cargo)  | 118 dias         |                            |
|                             | Mahmud Nedim Paxá (1818–1883) Segundo mandato            | 21 de agosto de 1875    | 11 de maio de 1876 (Deposto)              | 264 dias         |                            |
|                             | Mütercim Mehmed Rüşdi Paxá (1811–1882) Quarto mandato    | 12 de maio de 1876      | 19 de dezembro de 1876                    | 221 dias         |                            |
| Murade V (1876)             | Mütercim Mehmed Rüşdi Paxá (1811–1882) Quarto mandato    | 12 de maio de 1876      | 19 de dezembro de 1876                    | 221 dias         |                            |
| Abdulamide II (1876–1909)   | Mütercim Mehmed Rüşdi Paxá (1811–1882) Quarto mandato    | 12 de maio de 1876      | 19 de dezembro de 1876                    | 221 dias         |                            |
| Promulgação da Constituição |                                                          |                         |                                           |                  |                            |

### Primeira Monarquia Constitucional (1876-1878)
Sob pressão dos Jovens Otomanos que derrubaram seus parentes Abdulazize e Murade V, Abdulamide II promulgou uma constituição e um parlamento após sua ascensão ao trono. 
| Grão-Vizir            | Grão-Vizir                                          | Mandato                | Mandato                | Mandato        | Legislatura | Gabinete  | Sultão                    |
| Retrato               | Epíteto Nome (Nascimento–Morte)                     | Início                 | Fim                    | Tempo no cargo | Legislatura | Gabinete  | Sultão                    |
| --------------------- | --------------------------------------------------- | ---------------------- | ---------------------- | -------------- | ----------- | --------- | ------------------------- |
|                       | Ahmed Şefik Midhat Paxá (1822–1883) Segundo mandato | 19 de dezembro de 1876 | 5 de fevereiro de 1877 | 48 dias        | —           | Midhat II | Abdulamide II (1876–1909) |
|                       | İbrahim Edhem Paxá (1819–1893)                      | 5 de fevereiro de 1877 | 11 de janeiro de 1878  | 340 dias       | —           | Edhem     | Abdulamide II (1876–1909) |
| I (1876)              | İbrahim Edhem Paxá (1819–1893)                      | 5 de fevereiro de 1877 | 11 de janeiro de 1878  | 340 dias       |             | Edhem     | Abdulamide II (1876–1909) |
| II (1877)             | İbrahim Edhem Paxá (1819–1893)                      | 5 de fevereiro de 1877 | 11 de janeiro de 1878  | 340 dias       |             | Edhem     | Abdulamide II (1876–1909) |
|                       | Ahmed Hamdi Paxá (1826–1885)                        | 11 de janeiro de 1878  | 4 de fevereiro de 1878 | 24 dias        | Hamdi       |           | Abdulamide II (1876–1909) |
|                       | Ahmed Vefik Paxá (1823–1891) Primeiro mandato       | 4 de fevereiro de 1878 | 18 de abril de 1878    | 73 dias        | Vefik I     |           | Abdulamide II (1876–1909) |
| Constituição Suspensa |                                                     |                        |                        |                |             |           |                           |

### Istibdat(1878–1908)
Abdulamide II suspendeu a constituição e o parlamento no rescaldo da Guerra Russo-Turca de 1877-1878 e governou o Império Otomano durante as três décadas seguintes numa ditadura pessoal. Os políticos da oposição apelidaram esta era da história otomana como a era do İstibdat (despotismo).
| Grão-Vizir                                             | Grão-Vizir                                              | Mandato                | Mandato                                   | Mandato          | Gabinete         | Sultão                    |
| Retrato                                                | Epíteto Nome (Nascimento–Morte)                         | Início                 | Fim                                       | Tempo no cargo   | Gabinete         | Sultão                    |
| ------------------------------------------------------ | ------------------------------------------------------- | ---------------------- | ----------------------------------------- | ---------------- | ---------------- | ------------------------- |
|                                                        | Ahmed Vefik Paxá (1823–1891) Primeiro mandato           | 4 de fevereiro de 1878 | 18 de abril de 1878                       | 73 dias          | Vefik I          | Abdulamide II (1876–1909) |
|                                                        | Mehmed Sadık Paxá (1826–1901)                           | 18 de abril de 1878    | 28 de maio de 1878                        | 40 dias          | Sadık            | Abdulamide II (1876–1909) |
|                                                        | Mütercim Mehmed Rushdi Paxá (1811–1882) Quinto mandato  | 28 de maio de 1878     | 4 de junho de 1878                        | 7 dias           | Mütercim Rüşdi V | Abdulamide II (1876–1909) |
|                                                        | Mehmed Esat Saffet Paxá (1814–1883)                     | 4 de junho de 1878     | Outubro de 1878                           | 119 dias         | Saffet           | Abdulamide II (1876–1909) |
|                                                        | Tunuslu Hayreddin Paxá (1820–1890)                      | Outubro de 1878        | 28 de julho de 1879                       | 300 dias         | Hayreddin        | Abdulamide II (1876–1909) |
|                                                        | Ahmed Arifi Paxá (1830–1896)                            | 28 de julho de 1879    | Setembro de 1879                          | 35 dias          | Arifi            | Abdulamide II (1876–1909) |
|                                                        | Küçük Mehmed Said Paxá (1838–1914) Primeiro mandato     | 18 de outubro de 1879  | 9 de junho de 1880                        | 235 dias         | Said I           | Abdulamide II (1876–1909) |
|                                                        | Cenanizade Mehmed Kadri Paxá (1832–1884)                | 9 de junho de 1880     | 12 de setembro de 1880                    | 95 dias          | Kadri            | Abdulamide II (1876–1909) |
|                                                        | Küçük Mehmed Said Paxá (1838–1914) Segundo mandato      | 12 de setembro de 1880 | 2 de maio de 1882                         | 1 ano, 232 dias  | Said II          | Abdulamide II (1876–1909) |
|                                                        | Abdurrahman Nureddin Paxá (1833–1912)                   | 2 de maio de 1882      | 12 de julho de 1882                       | 71 dias          | Nureddin         | Abdulamide II (1876–1909) |
|                                                        | Küçük Mehmed Said Paxá (1838–1914) Terceiro mandato     | 12 de julho de 1882    | 30 de novembro de 1882                    | 141 dias         | Said III         | Abdulamide II (1876–1909) |
|                                                        | Ahmed Vefik Paxá (1823–1891) Segundo mandato            | 1 de dezembro de 1882  | 3 de dezembro de 1882                     | 2 dias           | Vefik II         | Abdulamide II (1876–1909) |
|                                                        | Küçük Mehmed Said Paxá (1838–1914) Quarto mandato       | 3 de dezembro de 1882  | 24 de setembro de 1885                    | 2 anos, 295 dias | Said IV          | Abdulamide II (1876–1909) |
|                                                        | Kıbrıslı Mehmed Kâmil Paxá (1833–1913) Primeiro mandato | 25 de setembro de 1885 | 4 de setembro de 1891                     | 5 anos, 344 dias | Kâmil I          | Abdulamide II (1876–1909) |
|                                                        | Ahmed Cevat Şakir Paxá (1851–1900)                      | 4 de setembro de 1891  | 8 de junho de 1895                        | 3 anos, 277 dias | Şakir            | Abdulamide II (1876–1909) |
|                                                        | Küçük Mehmed Said Paxá (1838–1914) Quinto mandato       | 9 de junho de 1895     | 3 de outubro de 1895                      | 116 dias         | Said V           | Abdulamide II (1876–1909) |
|                                                        | Kıbrıslı Mehmed Kâmil Paxá (1833–1913) Segundo mandato  | 3 de outubro de 1895   | 7 de novembro de 1895                     | 35 dias          | Kâmil II         | Abdulamide II (1876–1909) |
|                                                        | Halil Rifat Paxá (1820–1901)                            | 7 de novembro de 1895  | 9 de novembro de 1901 † (Morreu no cargo) | 6 anos, 2 dias   | Rifat            | Abdulamide II (1876–1909) |
|                                                        | Küçük Mehmed Said Paxá (1838–1914) Sexto mandato        | 13 de novembro de 1901 | 15 de janeiro de 1903                     | 1 ano, 63 dias   | Said VI          | Abdulamide II (1876–1909) |
|                                                        | Mehmed Ferid Paxá (1851–1914)                           | 15 de janeiro de 1903  | 22 de julho de 1908                       | 5 anos, 189 dias | Avyonyalı Ferid  | Abdulamide II (1876–1909) |
| Revolução dos Jovens Turcos, Constituição Repromulgada |                                                         |                        |                                           |                  |                  |                           |

### Segunda Monarquia Constitucional (1908-1920)
Os Jovens Turcos forçaram Abdulamide II a restabelecer a constituição e o parlamento em 24 de Julho de 1908. Os partidos políticos foram introduzidos na Segunda Era Constitucional.
  Partido da União e Progresso
  Partido da Liberdade, Partido da Liberdade e do Acordo
| Grão-Vizir                 | Grão-Vizir                                                                    | Mandato                       | Mandato                             | Mandato          | Partido               | Partido                          | Gabinete                         | Legislatura | Sultão                    |
| Retrato                    | Epíteto Nome (Nascimento–Morte)                                               | Início                        | Fim                                 | Tempo no cargo   | Partido               | Partido                          | Gabinete                         | Legislatura | Sultão                    |
| -------------------------- | ----------------------------------------------------------------------------- | ----------------------------- | ----------------------------------- | ---------------- | --------------------- | -------------------------------- | -------------------------------- | ----------- | ------------------------- |
|                            | Küçük Mehmed Said Paxá (1838–1914) Sétimo mandato                             | 22 de julho de 1908           | 6 de agosto de 1908                 | 15 dias          |                       | Independente                     | Said VII                         | —           | Abdulamide II (1876–1909) |
|                            | Kıbrıslı Mehmed Kâmil Paxá (1833–1913) Terceiro mandato                       | 5 de agosto de 1908           | 14 de fevereiro de 1909 (Censurado) | 193 dias         | Kâmil III             | Independente                     |                                  | —           | Abdulamide II (1876–1909) |
|                            | Kıbrıslı Mehmed Kâmil Paxá (1833–1913) Terceiro mandato                       | 5 de agosto de 1908           | 14 de fevereiro de 1909 (Censurado) | 193 dias         | Kâmil III             | Partido da Liberdade             |                                  | —           | Abdulamide II (1876–1909) |
| III (1908)                 | Kıbrıslı Mehmed Kâmil Paxá (1833–1913) Terceiro mandato                       | 5 de agosto de 1908           | 14 de fevereiro de 1909 (Censurado) | 193 dias         | Kâmil III             |                                  |                                  |             | Abdulamide II (1876–1909) |
|                            | Hüseyin Hilmi Paxá (1855–1922) Primeiro mandato                               | 14 de fevereiro de 1909       | 14 de abril de 1909 (Deposto)       | 59 dias          |                       | Independente                     | Hilmi I                          |             | Abdulamide II (1876–1909) |
|                            | Ahmet Tevfik Paxá (Okday) (1845–1936) Primeiro mandato                        | 14 de abril de 1909           | 5 de maio de 1909 (Deposto)         | 21 dias          | Tevfik I              | Independente                     |                                  |             | Abdulamide II (1876–1909) |
| Maomé V Raxade (1909–1918) | Ahmet Tevfik Paxá (Okday) (1845–1936) Primeiro mandato                        | 14 de abril de 1909           | 5 de maio de 1909 (Deposto)         | 21 dias          | Tevfik I              | Independente                     |                                  |             |                           |
|                            | Hüseyin Hilmi Paxá (1855–1922) Segundo mandato                                | 5 de maio de 1909             | 15 de agosto de 1909                | 252 dias         | Hilmi II              | Independente                     |                                  |             |                           |
| 15 de agosto de 1909       | Hüseyin Hilmi Paxá (1855–1922) Segundo mandato                                | 12 de janeiro de 1910         | Hilmi III                           | 252 dias         |                       | Independente                     |                                  |             |                           |
|                            | İbrahim Hakkı Paxá (1862–1918)                                                | 12 de janeiro de 1910         | 30 de setembro de 1911              | 1 ano, 261 dias  | Hakkı                 | Independente                     |                                  |             |                           |
|                            | Küçük Mehmed Said Paxá (1838–1914) Oitavo e nono mandato                      | 30 de setembro de 1911        | 31 de dezembro de 1911              | 296 dias         | Said VIII             | Independente                     |                                  |             |                           |
| IV (1912)                  | Küçük Mehmed Said Paxá (1838–1914) Oitavo e nono mandato                      | 30 de setembro de 1911        | 31 de dezembro de 1911              | 296 dias         | Said VIII             | Independente                     |                                  |             |                           |
| 31 de dezembro de 1911     | Küçük Mehmed Said Paxá (1838–1914) Oitavo e nono mandato                      | 22 de julho de 1912 (Deposto) | Said IX                             | 296 dias         |                       | Independente                     |                                  |             |                           |
|                            | Gazi Ahmed Muhtar Paxá (1839–1919)                                            | 22 de julho de 1912           | 29 de outubro de 1912               | 99 dias          | Muhtar                | Independente                     |                                  |             |                           |
| —                          | Gazi Ahmed Muhtar Paxá (1839–1919)                                            | 22 de julho de 1912           | 29 de outubro de 1912               | 99 dias          | Muhtar                | Independente                     |                                  |             |                           |
|                            | Kıbrıslı Mehmed Kâmil Paxá (1833–1913) Quarto mandato                         | 29 de outubro de 1912         | 23 de janeiro de 1913 (Deposto)     | 86 dias          |                       | Partido da Liberdade e do Acordo | Kâmil IV                         |             |                           |
|                            | Mahmud Şevket Paxá (1856–1913)                                                | 23 de janeiro de 1913         | 11 de junho de 1913 † (Assassinado) | 139 dias         |                       | Independente                     | Şevket                           |             |                           |
|                            | Said Halim Paxá (1865–1921)                                                   | 12 de junho de 1913           | 3 de fevereiro de 1917              | 3 anos, 236 dias |                       | Partido da União e Progresso     | Said Halim                       |             |                           |
| V (1914)                   | Said Halim Paxá (1865–1921)                                                   | 12 de junho de 1913           | 3 de fevereiro de 1917              | 3 anos, 236 dias |                       | Partido da União e Progresso     | Said Halim                       |             |                           |
|                            | Mehmed Talât Paxá (1874–1921) Primeiro e segundo mandato                      | 4 de fevereiro de 1917        | 4 de julho de 1918                  | 1 ano, 246 dias  | Talât I               | Partido da União e Progresso     |                                  |             |                           |
| 4 de julho de 1918         | Mehmed Talât Paxá (1874–1921) Primeiro e segundo mandato                      | 8 de outubro de 1918          | Talât II                            | 1 ano, 246 dias  | Mehmed VI (1918–1922) | Partido da União e Progresso     |                                  |             |                           |
|                            | Ahmed İzzet Paxá (Furgaç) (1864–1937)                                         | 14 de outubro de 1918         | 11 de novembro de 1918              | 28 dias          | Mehmed VI (1918–1922) | Partido da União e Progresso     | Furgaç                           |             |                           |
|                            | Ahmed İzzet Paxá (Furgaç) (1864–1937)                                         | 14 de outubro de 1918         | 11 de novembro de 1918              | 28 dias          | Mehmed VI (1918–1922) | Independente                     | Furgaç                           |             |                           |
|                            | Ahmet Tevfik Paxá (Okday) (1845–1936) Segundo mandato                         | 11 de novembro de 1918        | 12 de janeiro de 1919               | 113 dias         | Mehmed VI (1918–1922) | Tevfik II                        |                                  |             |                           |
| —                          | Ahmet Tevfik Paxá (Okday) (1845–1936) Segundo mandato                         | 11 de novembro de 1918        | 12 de janeiro de 1919               | 113 dias         | Mehmed VI (1918–1922) | Tevfik II                        |                                  |             |                           |
| 12 de janeiro de 1919      | Ahmet Tevfik Paxá (Okday) (1845–1936) Segundo mandato                         | 24 de fevereiro de 1919       | Tevfik III                          | 113 dias         | Mehmed VI (1918–1922) |                                  |                                  |             |                           |
| 24 de fevereiro de 1919    | Ahmet Tevfik Paxá (Okday) (1845–1936) Segundo mandato                         | 3 de março de 1919            | Tevfik IV                           | 113 dias         | Mehmed VI (1918–1922) |                                  |                                  |             |                           |
|                            | Damat Mehmed Adil Ferid Paxá (1853–1923) Primeiro, segundo e terceiro mandato | 4 de março de 1919            | 15 de maio de 1919                  | 210 dias         | Mehmed VI (1918–1922) |                                  | Partido da Liberdade e do Acordo | Ferid I     |                           |
| 19 de maio de 1919         | Damat Mehmed Adil Ferid Paxá (1853–1923) Primeiro, segundo e terceiro mandato | 20 de julho de 1919           | Ferid II                            | 210 dias         | Mehmed VI (1918–1922) |                                  | Partido da Liberdade e do Acordo |             |                           |
| 19 de maio de 1919         | Damat Mehmed Adil Ferid Paxá (1853–1923) Primeiro, segundo e terceiro mandato | 20 de julho de 1919           | Ferid II                            | 210 dias         | Mehmed VI (1918–1922) | Independente                     |                                  |             |                           |
| 21 de julho de 1919        | Damat Mehmed Adil Ferid Paxá (1853–1923) Primeiro, segundo e terceiro mandato | 30 de setembro de 1919        | Ferid III                           | 210 dias         | Mehmed VI (1918–1922) |                                  |                                  |             |                           |
|                            | Ali Rıza Paxá (1860–1932)                                                     | 2 de outubro de 1919          | 9 de fevereiro de 1920              | 153 dias         | Mehmed VI (1918–1922) | Ali Rıza I                       |                                  |             |                           |
| VI (1919)                  | Ali Rıza Paxá (1860–1932)                                                     | 2 de outubro de 1919          | 9 de fevereiro de 1920              | 153 dias         | Mehmed VI (1918–1922) | Ali Rıza I                       |                                  |             |                           |
| 9 de fevereiro de 1920     | Ali Rıza Paxá (1860–1932)                                                     | 3 de março de 1920            | Ali Rıza II                         | 153 dias         | Mehmed VI (1918–1922) |                                  |                                  |             |                           |
|                            | Salih Hulusi Paxá (Kezrak) (1864–1939)                                        | 8 de março de 1920            | 2 de abril de 1920                  | 25 dias          | Mehmed VI (1918–1922) | Hulusi                           |                                  |             |                           |
| Constituição Suspensa      |                                                                               |                               |                                     |                  |                       |                                  |                                  |             |                           |

### Últimos Grão-Vizires (1920-1922)
Após o fim da Segunda Era Constitucional em 1920, o Império Otomano estava num estado de diarquia, com o governo baseado em Constantinopla e o governo baseado em Ancara afirmando-se como o governo turco legítimo. Mehmed VI aboliu a constituição e suspendeu o parlamento quando a Câmara dos Deputados votou a favor do Pacto Nacional na Guerra da Independência Turca. 
| Grão-Vizir             | Grão-Vizir                                                       | Mandato               | Mandato               | Mandato          | Partido  | Partido      | Gabinete | Sultão                |
| Retrato                | Epíteto Nome (Nascimento–Morte)                                  | Início                | Fim                   | Tempo no cargo   | Partido  | Partido      | Gabinete | Sultão                |
| ---------------------- | ---------------------------------------------------------------- | --------------------- | --------------------- | ---------------- | -------- | ------------ | -------- | --------------------- |
|                        | Damat Mehmed Adil Ferid Paxá (1853–1923) Quarto e quinto mandato | 5 de abril de 1920    | 31 de julho de 1920   | 199 dias         |          | Independente | Ferid IV | Mehmed VI (1918–1922) |
| 31 de julho de 1920    | Damat Mehmed Adil Ferid Paxá (1853–1923) Quarto e quinto mandato | 21 de outubro de 1920 | Ferid V               | 199 dias         |          | Independente |          | Mehmed VI (1918–1922) |
|                        | Ahmet Tevfik Paxá (Okday) (1845–1936) Terceiro mandato           | 21 de outubro de 1920 | 4 de novembro de 1922 | 2 anos e 14 dias | Tevfik V | Independente |          | Mehmed VI (1918–1922) |
| Fim do Império Otomano |                                                                  |                       |                       |                  |          |              |          |                       |

Durante a Conferência de Londres, Ahmet Tevfik Paxá reconheceu o embaixador da Grande Assembleia Nacional como o governo legítimo da Turquia. Em 1 de novembro de 1922, a Grande Assembleia Nacional votou pela abolição do Sultanato. Ahmet Tevfik Paxá foi o último grão-vizir do Império Otomano e renunciou ao cargo de primeiro-ministro em 4 de novembro de 1922, sem substituto. 

## Primeiro-ministro doGoverno da Grande Assembleia Nacional(1920–1923)
| Primeiro-ministro                  | Primeiro-ministro  | Primeiro-ministro                                                  | Mandato               | Mandato               | Mandato          | Partido  | Partido      | Gabinete | Legislatura | Presidente                               |
| Retrato                            | Retrato            | Epíteto Nome (Nascimento–Morte)                                    | Início                | Fim                   | Tempo no cargo   | Partido  | Partido      | Gabinete | Legislatura | Presidente                               |
| ---------------------------------- | ------------------ | ------------------------------------------------------------------ | --------------------- | --------------------- | ---------------- | -------- | ------------ | -------- | ----------- | ---------------------------------------- |
| 1                                  |                    | Gazi Mustafa Kemal Paxá (Atatürk) (1881–1938)                      | 3 de maio de 1920     | 24 de janeiro de 1921 | 266 dias         |          | Independente | Atatürk  | I (1920)    | Mustafa Kemal Paxá (Atatürk) (1920–1923) |
| 2                                  |                    | Mustafa Fevzi Paxá (Çakmak) (1876–1950) Primeiro e segundo mandato | 24 de janeiro de 1921 | 19 de maio de 1921    | 1 ano e 166 dias | Çakmak I | Independente |          | I (1920)    | Mustafa Kemal Paxá (Atatürk) (1920–1923) |
| 2                                  | 19 de maio de 1921 | Mustafa Fevzi Paxá (Çakmak) (1876–1950) Primeiro e segundo mandato | 9 de julho de 1922    | Çakmak II             | 1 ano e 166 dias |          | Independente |          | I (1920)    | Mustafa Kemal Paxá (Atatürk) (1920–1923) |
| 3                                  |                    | Hüseyin Rauf Paxá (Orbay) (1881–1964)                              | 12 de julho 1922      | 4 de agosto de 1923   | 1 ano e 23 dias  | Orbay    | Independente |          | I (1920)    | Mustafa Kemal Paxá (Atatürk) (1920–1923) |
| 4                                  |                    | Ali Fethi (Okyar) (1880–1943)                                      | 14 de agosto de 1923  | 27 de outubro de 1923 | 74 dias          | Okyar    | Independente |          | I (1920)    | Mustafa Kemal Paxá (Atatürk) (1920–1923) |
| Declaração da República da Turquia |                    |                                                                    |                       |                       |                  |          |              |          |             |                                          |